# Kenny Wormald
Kenneth Edgar "Kenny" Wormald (Boston, Massachusetts; 27 de julio de 1984) es un bailarín, actor y estrella de reality show estadounidense. Empezó a tomar clases de danza a los 6 años. Su rol más conocido es el de Ren MacCormack en la versión de la película homónima de 1984 Footloose, hecho en 2011.  Wormald fue un recurrente en el reality show de MTV Dancelife en 2007.

## Vida personal
Wormald nació en Boston, hijo de Melanie y Edgar K. Wormald. Creció en Stoughton, Massachusetts, donde se graduó en la Escuela Secundaria Stoughton en 2002. Tiene dos hermanos: Lee y Dylan. Se mudó a Los Ángeles después de su graduación.

## Carrera de actuación
En enero de 2004, Wormald actuó como bailarín en la película You Got Served. En abril de 2008 fue confirmado para hacer su debut de actuación en Center Stage: Turn It Up. La película, una secuela de Center Stage, se estrenó en noviembre de ese mismo año.
En junio de 2010, Paramount Pictures anunció que Wormald sería el protagonista en la versión de la película dramática de danza Footloose de 1988. Zac Efron y Chace Crawford se unieron para desempeñar el papel de Ren McCormack, pero ambos abandonaron. La filmación tuvo lugar en septiembre de ese mismo año con un presupuesto de 24 millones de dólares confirmando a Julianne Hough y Dennis Quaid para protagonizar. La película se estrenó el 14 de octubre de 2011 con una acogida generalmente positiva por parte de la crítica.
En 2012, Wormald protagonizó la webserie Massholes. En 2013, tuvo un papel principal como Topher en la película Kid Cannabis. También desempeñó el papel de Pete en la película Cavemen. En el 2014, Wormald protagonizó en la película The Living con el papel de Gordan. Tuvo un papel como Vito Tortano en la película By the Gun, dirigida por James Mottern. También obtuvo el papel de Ray en la película Lap Dance.
En 2015, Wormald protagonizó el cortometraje Instagram: A Caption Story, que fue lanzado en YouTube el 3 de febrero de 2015. Ese mismo año, desempeñó el papel de Dennis Wilson en la película indie Love & Mercy. Fue Chris en la película de terror The Girl in the Photographs. Apareció en el vídeo musical de la canción de Mike Stud "After Hours", que Wormald también dirigió.
En 2016, Wormald repite su papel como Tommy Anderson en Center Stage: On Pointe, que se estrenó el 25 de junio de 2016. Fue actor invitado en Fear the Walking Dead interpretando a Derek.
Protagonizó con el papel de Erik Wildwood en la película de danza Honey 3: Dare to dance junto a Cassie Ventura.
En el 2016, se embarca con el proyecto Playground LA. Copropietario de un estudio de danza junto a la pussycatdoll Robin Antin. Al estudio imparten clases distintos profesionales muy conocidos dentro del sector del baile.

## Filmografía
| Year | Film                     | Role           | Notes         |
| ---- | ------------------------ | -------------- | ------------- |
| 2004 | You Got Served           | Bailarín       | No acreditado |
| 2006 | Clerks II                | Bailarín       | No acreditado |
| 2006 | Jackass Number Two       | Bailarín       | No acreditado |
| 2007 | Dancelife                | Él mismo       | Serie de MTV  |
| 2008 | Center Stage: Turn It Up | Tommy Anderson |               |
| 2011 | Footloose                | Ren McCormack  | Protagonista  |
| 2013 | God Only Knows           | Vito Tortano   | Posproducción |
| 2013 | Kid Cannabis             | Topher         |               |
| 2013 | Cavemen                  | Pete           |               |
| 2014 | The Living               | Gordan         | Posproducción |
| 2014 | It Snows all the Time    | Art            | Preproducción |
| 2014 | Love & Mercy             | Dennis Wilson  |               |
| 2016 | Honey 3                  | Erik Wildwood  |               |